# Michael Krüger (Sportwissenschaftler)
Michael Krüger (* 24. Juli 1955 in Heidenheim-Schnaitheim) ist ein deutscher Sportwissenschaftler und Sporthistoriker.

## Leben
Krüger studierte Deutsch, Geschichte und Sport für das Lehramt an Gymnasien und schloss dieses mit dem Zweiten Staatsexamen ab. Er erlangte den Doktorgrad im Fach Geschichte, war als wissenschaftlicher Mitarbeiter und Assistent tätig, ehe er 1996 die Lehrberechtigung für das Fach Sportwissenschaft erhielt. 1999 trat Krüger am Institut für Sportwissenschaft der Westfälischen Wilhelms-Universität Münster eine Professorenstelle für Sportpädagogik und Sportgeschichte an (Nachfolge Hans Langenfeld).
Er befasst sich in der Forschung unter anderem schwerpunktmäßig mit der deutschen Sportgeschichte sowie der Geschichte der Leibeserziehung und des Sports. Ein weiterer Schwerpunkt liegt auf dem Kunstturnen. Krüger gehört dem Wissenschaftlichen Beirat des Niedersächsischen Instituts für Sportgeschichte an. Seit dem 1. August 2023 ist er im Ruhestand.

## Schriften (Auswahl)
- Michael Krüger (2018): Visual Sources in the History of Sports: Potential, Problems, and Perspectives with Selected Examples of Sporting Art. In: Historical Social Research, 43 (2018) 2, S. 72–92. doi:10.12759/hsr.43.2018.2.72-92.
- (Hrsg.): Deutsche Sportgeschichte in 100 Bildern. J. S. Klotz Verlagshaus, Remchingen 2020, ISBN 978-3-948424-47-3.
- Mit Daphné Bolz (Hrsg.): A History of Sport in Europe in 100 Objects. Arete Verlag, Hildesheim 2023, ISBN 978-3-96423-107-9.